# Brachionus pseudonilsoni
Brachionus pseudonilsoni is een raderdiertjessoort uit de familie Brachionidae. De wetenschappelijke naam van deze soort is voor het eerst geldig gepubliceerd in 1992 door Sudzuki.